# Ogni giorno è domenica
Ogni giorno è domenica è  un film del 1946 diretto da Mario Baffico.

## Trama
La giovane Anna conosce Gino, un militare in licenza, sul traghetto che la porta alla Giudecca. La ragazza è preoccupata che a causa del ritardo del traghetto possa perdere il suo lavoro di maschera al cinema, ma Gino parla al direttore presentandosi come il suo fidanzato e riesce in qualche modo ad evitare ad Anna il licenziamento. I due si ritrovano anche il giorno successivo; trascorrono la giornata al luna park dove incontrano Stefano, per il quale Gino aveva lavorato prima di partire per il fronte. Terminano la giornata con una romantica gita in barca. Purtroppo Gino è costretto a ripartire.
Dopo alcuni mesi Anna smette di ricevere posta da Gino, che sembra dunque averla dimenticata. Triste e malinconica, decide di accettare la corte del proiezionista del cinema dove lavora, da sempre innamorato di lei. Anna è indecisa ma proprio il giorno delle nozze di Marta riceve la visita di un militare che la informa della morte di Gino.
La ragazza è sempre più disperata; a questo punto è decisa ad accettare la corte del proiezionista, ma quando si reca nella ditta di Stefano, trova proprio Gino, vivo: il ragazzo la tratta con freddezza e distacco. Inizialmente Anna fugge via disperata, ma poi torna e scopre la verità: Gino è sopravvissuto all'incidente ma ha perso una gamba. Non volendo essere un peso per la ragazza, aveva smesso di scriverle, ed aveva poi incaricato Stefano di comunicarle la sua morte.
Anna però non si spaventa, e convince Gino che possono affrontare una nuova vita insieme.

## Produzione
Film girato nel 1944 nella RSI, presso gli stabilimenti cinematografici veneziani alla Giudecca (il cosiddetto Cinevillaggio), quando la cinematografia italiana si era trasferita da Cinecittà al Nord a causa della guerra in corso.

## Distribuzione
Il film uscì nelle sale solo dopo la fine della guerra, il 15 maggio del 1946, con il doppiaggio effettuato a Roma.
Si tratta di un dei pochi film realizzati durante il Cinevillaggio ad essere stato trasmesso in televisione.